# بخش فتح آباد
بخش فتح‌آباد (به انگلیسی: Fatehabad district) یک بخش در هند است که در هاریانا واقع شده‌است. بخش فتح‌آباد ۸۰۶٬۱۵۸ نفر جمعیت دارد و ۱۶۲ متر بالاتر از سطح دریا واقع شده‌است.